# Naudedrillia praetermissa
Naudedrillia praetermissa é uma espécie de gastrópode do gênero Naudedrillia, pertencente a família Pseudomelatomidae.